# Sigrid Wrede
Sigrid Eleonora Pauline Wrede-Mandelin, född 4 december 1887 på Raivola i Kivinebbs socken, död 11 juli 1967 i Helsingfors, var en finländsk författare.
Wrede, som var dotter till överdirektören, friherre Carl Ernst Wrede och Sigrid Naema Maria Schulman, ingick 1916 äktenskap med skolrådet Erik Mandelin i Helsingfors. Hon var mor till Mary Mandelin.